# Vear
Vear är en tätort som till större delen ligger i Tønsbergs kommun i Vestfold fylke i sydöstra Norge. En mindre del av orten finns i angränsande Sandefjords kommun. Orten ligger vid fylkesväg 303, väster om staden Tønsberg.
Tidigare har orten varit delad mellan dåvarande Sems kommun och dåvarande Stokke kommun.